# 本间白粉菌
本间白粉菌（学名：Erysiphe hommae）是属于白粉菌目白粉菌科白粉菌属的一种真菌，寄生在唇形科植物上。该种分布于中国、日本、加拿大等地。